# Charles-Louis Corbet
Charles-Louis Corbet (født januar 1758 i Douai, død 10. december 1808 i Paris) var en fransk billedhugger. 
Corbet gjorde sig tidlig bemærket ved mytologiske arbejder i terrakotta og gips, blev 1783 medlem af Kunstakademiet, tog levende del i revolutionen (også som taler) og gav således udkast til en kæmpemæssig model til en frihedsstatue for "det evige væsens" tempel (senere, 1801, kom en frihedsstatue af ham på Salonen). Under Napoleon fik han mange og store bestillinger, blandt andet statuen af Napoleon i kejserdragt (1808). Mange af Corbets værker er gået tabt; et af hans bedste, en udmærket og naturtro buste af general Bonaparte (1798, bestilt af Direktoriet) ligeså, men museet i Lille ejer gipsmodellen.